# Tatra 158 Phoenix
Tatra 158 Phoenix – rodzina samochodów ciężarowych wysokiej ładowności produkowanych od 2011 roku przez czeską firmę Tatra, powstałych w wyniku kooperacji z firmą DAF Trucks. Pojazdy dostępne są w wariantach 4x4, 6x6, 8x8 i 10x10.

## Opis
Tatra 158 Phoenix wykorzystuje do napędu silniki Paccar MX spełniające normy emisji spalin Euro 3, Euro 5, a od 2015 roku także Euro 6. Standardem jest 16-biegowa skrzynia biegów ZF, manualna lub automatyczna. Przekładnia pomocnicza jest własnej konstrukcji Tatry. Pojazd zbudowany jest na podwoziu koncepcyjnym Tatra. Kąt natarcia wynosi 31° i jest to jedna z najlepszych wartości kąta natarcia wśród terenowych samochodów ciężarowych z napędem na wszystkie koła. Tatra Phoenix zajęła drugie miejsce w konkursie European Truck of the Year 2012. Na wystawie Silva Regina 2012 w Brnie została wyróżniona nagrodą „Extraordinary Award of the CEO and Jury of Grand Prix Silva Regina”. Pierwsze pojazdy Tatra Phoenix Euro 6 pojawiły się w ofercie producenta na początku 2015 roku. Posiadają nowe, zmodernizowane kabiny zaprojektowane przez firmę DAF oraz całkowicie przebudowaną podłogę kabiny.

## Specyfikacja techniczna
- Silnik: Paccar MX 11 lub MX 13[8]
- Pojemność: 10 800 – 12 900 cm³[8]
- Moc max.: 270 – 390 kW[8]
- Prędkość max.: 85 km/h[9]